# Sociedad Deportiva Centro Ítalo Fútbol Club
La Sociedad Deportiva Centro Ítalo Fútbol Club fue un club de fútbol profesional venezolano, establecido en la ciudad de Caracas. Fue fundado en 1964 y terminó de participar en el fútbol venezolano en la temporada 2011-2012.

## Historia
Fue fundado el 	26 de marzo de 1964, por empresarios italianos, como un club Amateur del Centro Italiano de Caracas. Es en 2006 cuando el club salta al profesionalismo. 4 años luego debutan en la Primera División de Venezuela.

### En la temporada 2006-2007
Tercera División
Dejan un registro de 
Apertura :
 12 Juegos, 7 Ganados, 2 Empates, 3 Derrotas, 31 Goles a Favor y 16 En Contra con 23 PTS.
Clausura :
 14 Juegos, 8 Ganados, 0 Empates, 6 Derrotas, 28 Goles a Favor y 20 En Contra con 24 PTS.
Siendo promovidos a Segunda División de Venezuela para la temporada 2007-2008.
Su maxímo Goleador fue Ricardo Ettari con 15 tantos.

### En la temporada 2007-2008
En la Segunda División de Venezuela dejan un registro de : Apertura : 16 juegos, 6 ganados, 5 empates, 5 derrotas, 39 goles a favor y 29 en contra con 23 PTS.
Clausura : 14 juegos, 6 ganados, 4 empates, 4 derrotas, 25 goles a favor y 19 En contra con 22 PTS.
Acumulado : 30 juegos, 12 ganados, 9 Empates, 9 derrotas, 64 goles a favor y 48 en contra un total de 45 PTS.
En la Copa Venezuela
en primera ronda enfrentaron a Hermandad Gallega y vencieron 0-1. En la segunda ronda enfrentarían a Estrella Roja con empate 0-0 teniendo que definir en la tanda de penales con victoria de 4-1. En la tercera ronda enfrentarían al Aragua FC en Maracay empatarían 0-0, y en Caracas 1-1 quedando así eliminados de la Copa por el gol de visitante.

### En la temporada 2008-2009
De la Segunda División de Venezuela el SD Centro Italo queda Campeón del torneo Clausura 2009 dejando un balance de : Clausura 2009  14 Juegos 10 Ganados 2 Empates 1 Derrota 31 Goles a Favor y 12 en Contra para un total de 33 PTS.
En la tabla acumulada del Apertura y Clausura quedan en primer lugar con : 29 Juegos, 19 Ganados, 7 Empates, 3 Derrotas, 62 Goles a Favor y 28 En Contra para un total de 64 PTS. Con lo que le daba el pase directo a Primera División de Venezuela y quedando SUB Campeón al perder en la Final ante el Unión Atlético Trujillo en el Estadio Brígido Iriarte de Caracas el 30 de mayo de 2009 por 2 a 0.

### En la temporada 2009-2010
Su participación en la máxima categoría del fútbol venezolano se debió a que quedaron campeones del clausura de segunda y subcampeones de esa categoría. Su primer juego en esta categoría fue en el Estadio Brígido Iriarte frente el conjunto de Yaracuyanos Fútbol Club el cual perdieron por marcador de 2-3. Su participación en el torneo no fue muy buena, puesto que siempre estuvieron en los puestos de abajo y jugaron para salvar la categoría. Luego de un Apertura regular un pésimo Clausura los mando al descenso, con 26 puntos en 34 encuentros disputados.

### En la temporada 2010-2011
Participaron en la Segunda División de Venezuela, donde a pesar de ser uno de los favoritos al ascenso, y uno de los animadores del torneo, no pudieron lograr el boleto a la Primera División Venezolana 2011/12.
En la tabla general de su grupo quedaron en segunda posición, con 71 puntos obtenidos en 36 partidos.

### En la temporada 2011-2012
Para esta edición, Centro Ítalo decide ceder su cupo y su franquicia al Club Atlético Miranda, con lo que pone fin a una historia de 48 años.

## Uniforme
El uniforme del equipo desde sus inicios ha mantenido una similitud en cuanto a los colores usados, resalta principalmente el azul por el cual reciben su apodo. Actualmente el equipo posee dos uniformes oficiales siendo estos el titular y de visitante.
- Uniforme titular: camiseta azul con líneas y bordes blancos a los costados y mangas, pantalón blanco, medias azules.
- Uniforme alternativo: camiseta blanca con borde azul en mangas y línea azul en el costado, pantalón blanco con azul en el costado, medias azules.

## Estadio
El Estadio Brígido Iriarte ubicado en la Urb. el Paraíso de Caracas es el estadio donde realiza los partidos como local.
Se trata de un complejo que cuenta con un campo de fútbol y una pista de atletismo. Cuenta con una capacidad para 15.000 espectadores, aunque ha llegado a albergar a 20.000 personas.[cita requerida] El Estadio debe su nombre al saltador venezolano Brígido Iriarte, campeón nacional de Venezuela.
Cuenta con una pantalla gigante de alta definición. En abril de 2007, como parte de un programa del Instituto Nacional de Deportes de Venezuela para reparar instalaciones deportivas que serían utilizadas en los II Juegos del ALBA, se instalaron 7.800 asientos de color azul. Además se inició la reparación o restauración de los vestuarios, del área de prensa (donde se instaló un nuevo sistema de aire acondicionado) y se procedió - entre otras restauraciones - a la reparación de los ascensores y del sistema de iluminación.

## Goleadores históricos
- Goles en Liga estando en Segunda División

| Jugador         | Goles[cita requerida] |
| --------------- | --------------------- |
| Guillermo Cejas | 10                    |

## Palmarés

### Torneos nacionales
- Segunda División de Venezuela (1): Clausura 2009

- Datos: Q3664920